# تیچ بورن
تیچ بورن (به انگلیسی: Tichborne) یک روستا و محله مدنی در بریتانیا است که در وینچستر واقع شده‌است. تیچ بورن ۱۶۸ نفر جمعیت دارد.